# Obizzo Malaspina di Carbonara
Obizzo Luigi Maria Carlo Orazio Colombano Malaspina, marchese di Carbonara e di Volpedo (Casei Gerola, 5 giugno 1855 – Roma, 7 maggio 1933) è stato un diplomatico e politico italiano.

## Biografia
Si è laureato in giurisprudenza all'Università di Torino nel 1876, due anni dopo entra in carriera diplomatica in seguito a concorso.
È stato inviato straordinario e ministro plenipotenziario di II classe a Buenos Aires (23 marzo 1898), a Washington (18 aprile 1901), e a Costantinopoli (9 agosto 1901).
Inviato straordinario e ministro plenipotenziario di I classe fino al 1907, anno della collocazione a riposo col titolo di ambasciatore onorario.